# Список особо охраняемых природных территорий Новгородской области
На начало 2012 года на территории Новгородской области существуют следующие категории особо охраняемых природных территорий государственные природные заповедники (2), национальный парк (1), государственные природные заказники (28), памятники природы (102).

## Заповедники
- Рдейский заповедник
- Любытинский археологический музей-заповедник

## Национальные парки
- Валдайский национальный парк

## Заказники
На территории Новгородской области расположено 28 государственных природных заказников (ГПЗ) регионального значения. Из них 18 — государственные биологические природные (в прошлом — охотничьи), созданные с целью сохранения и воспроизводства численности отдельных видов диких животных и среды их обитания. Контроль за их деятельностью осуществляет Комитет охотничьего и рыбного хозяйства Новгородской области. Их общая территория составляет 227,1 тысяч га. 10 природных заказников являются комплексными. Они предназначены для сохранения и восстановления природных ландшафтов, ценных водных объектов, редких и исчезающих видов растений. Созданы в результате научных исследований ВНИИ охраны природы (Москва) и НовГУ. Общая площадь — 115.872 тысяч га. Однако в 2008 году из-за несоответствия федеральному законодательству областная Дума сняла с заказников охранный статус, чем вызвала протесты среди жителей, а также экологов и биологов. В феврале 2009 года было предложено придать этим угодьям статус особо защитных лесных участков, что не может в полной мере гарантировать их сохранность.

### Охотничьи заказники
| Номер | Название      | Административный район | Площадь,тыс. га | Профиль заказника | Ценные биозенозы                               | Задачи                   |
| ----- | ------------- | ---------------------- | --------------- | ----------------- | ---------------------------------------------- | ------------------------ |
| 1     | Батецкий      | Батецкий               | 10,0            | Зоологический     | ?                                              | Восстановление популяций |
| 2     | Боровичский   | Боровичский            | 12,8            | ""                | ?                                              | ""                       |
| 3     | Валдайский    | Валдайский             | 5,4             | ""                | ?                                              | ""                       |
| 4     | Демянский     | Демянский              | 10,5            | ""                | ?                                              | ""                       |
| 5     | Крестецкий    | Крестецкий             | 9,6             | ""                | ?                                              | ""                       |
| 6     | Любытинский   | Любытинский            | 10,5            | ""                | ?                                              | ""                       |
| 7     | Маловишерский | Маловишерский          | 13,7            | ""                | ?                                              | ""                       |
| 8     | Мошенской     | Мошенской              | 12,8            | ""                | Вторичные леса с популяциями тетерева и зайца  | ""                       |
| 9     | Новгородский  | Новгородский           | 5,88            | ""                | ?                                              | ""                       |
| 10    | Окуловский    | Окуловский             | 13,9            | ""                | ?                                              | ""                       |
| 11    | Парфинский    | Парфинский             | 11,0            | ""                | ?                                              | ""                       |
| 12    | Пестовский    | Пестовский             | 24,8            | ""                | ?                                              | ""                       |
| 13    | Поддорский    | Поддорский             | 17,1            | ""                | ?                                              | ""                       |
| 14    | Солецкий      | Солецкий               | 14,8            | ""                | Вторичные леса с популяциями косули и тетерева | ""                       |
| 15    | Старорусский  | Старорусский           | 14,92           | ""                | ?                                              | ""                       |
| 16    | Хвойнинский   | Хвойнинский            | 16,6            | ""                | ?                                              | ""                       |
| 17    | Холмский      | Холмский               | 11,5            | ""                | ?                                              | ""                       |
| 18    | Чудовский     | Чудовский              | 11,3            | ""                | ?                                              | ""                       |

### Комплексные заказники
| Номер | Название            | Административный район                | Площадь, га | Профиль заказника                           | Ценные биозенозы                                          | Особенности                                                                                  |
| ----- | ------------------- | ------------------------------------- | ----------- | ------------------------------------------- | --------------------------------------------------------- | -------------------------------------------------------------------------------------------- |
| 1     | «Бор»               | Чудовский                             | 3.600       | Комплексный, гидрологический, зоологический | Верховые болота                                           | Состоит на учёте международного проекта «Телма»                                              |
| 2     | Восточно-Ильменский | Новгородский, Парфинский, Крестецкий  | 9.463       | Комплексный, зоологический                  | Коренные широколиственные леса, осинники высокобонитетные | Включает нижнюю часть береговой террасы озера Ильмень                                        |
| 3     | «Должинское болото» | Волотовский                           | 3.500       | Комплексный, гидрологический, зоологический | Верховые болота                                           | Состоит на учёте международного проекта «Телма»                                              |
| 4     | «Игоревские мхи»    | Хвойнинский, Мошенской                | 18.000      | Комплексный, гидрологический                | Верховые болота                                           | Метозотрофное озеро Игорь (536 га)                                                           |
| 5     | «Карстовые озёра»   | Боровичский, Хвойнинский, Любытинский | 17.700      | Комплексный, гидрологический                | Леса, водные объекты                                      | Более 10 карстовых озёр                                                                      |
| 6     | Перелучский         | Боровичский                           | 6.425       | Комплексный, биологический                  | Низинные болота, пойменные луга, леса                     | Включает озеро Болонье                                                                       |
| 7     | Редровский          | Мошенской                             | 16.850      | Комплексный, зоологический, гидрологический | Леса (в том числе, коренные ельники). Водные объекты      | Включён в список ключевых орнитологический территорий России, имеющих международное значение |
| 8     | Рдейский            | Поддорский, Холмский                  | 7.065       | Комплексный, гидрологический                | Верховые болота                                           | Включает озеро Рдейское                                                                      |
| 9     | «Спасские мхи»      | Маловишерский                         | 31.200      | Комплексный, гидрологический, зоологический | Верховые болота, высоковозрастные заболоченные леса       | На болоте 11 озёр. Истоки рек Оскуи, Шарьи, Бурги.                                           |
| 10    | Усть-Волмский       | Крестецкий                            | 2.069       | Биологический, ботанический                 | Типичные сосновые леса                                    | В окрестностях обитают редкие исчезающие виды птиц                                           |

## Памятники природы
1. Абросимовский бор
2. Болота Бритинское, Бургинское (Панницкое)
3. Болото Кневицкий мох
4. Борбовские горы
5. Борковские дубравы
6. Боронницкие дубравы
7. Ботанико-геологический памятник «Волгино»
8. Ботанический памятник «Дубравы»
9. Ботанический памятник «Каменка»
10. Бронницкая гора
11. Валуны в р. Шелонь — перекат между д. Сосновкой и д. Любитово
12. Водно-ландшафтный памятник «Озеро-Льняное» с мызами «Устье» и «Утешение»
13. Водопад на р. Чалпе.
14. Водопад на устье карстовой речки Понеретка
15. Волынские дубравы
16. Геологический памятник «Валун» на берегу оз. Игорь
17. Дендропарк в с. Опеченский Посад
18. Долина карстовой р. Олешенка
19. Долина р. Белой, обнажение каменноугольных отложений в д. Шереховичи
20. Долина р. Льняной в нижнем течении
21. Долина р. Льняной в среднем течении
22. Дубовая роща (вдоль правого берега р. Ловать от д. Подолжино
23. Дубовая роща в д. Дубки
24. Дубовая роща вдоль рек Крекша и Тулебля
25. Живописная местность у д. Шереховичи
26. Заозерская аккумулятивная водно-ледниковая гряда между Заозерье и ст. Боровенка
27. Звонецкая возвышенность
28. Ильменский глинт
29. Источник Святынька
30. Источник пресной воды на окраине д. Устье-Кировское
31. Каньон р. Маревки у д. Одоево
32. Карстовая воронка у д. Марьинское
33. Карстовая речка Рагуша
34. Карстовая речка Серебрянка
35. Карстовые озёра Кривое, Белое, Грязное
36. Кедрачи в колхозе «Родина»
37. Клюквенное болото Велильское
38. Княжий Двор
39. Красный бор
40. Ландшафт долины реки Вербушки
41. Ландшафт окрестностей д. Льзи
42. Ландшафтный парк «Дубрава»
43. Лесной кв. 4, л.л. 10, 20, 21, клюквенные болота
44. Место поселения белых аистов д. Илемно
45. Минеральный источник на р. Шелонь в черте города
46. Молочковский бор
47. Муравьиный заказник «Зелениха»
48. Мшагские дубравы
49. Насаждение сосны румелийской у д. Красная
50. Нильские дубравы
51. Обнажение кварцевых песков Мстинский Мост
52. Озера Городно-Горстино, Стреглино
53. Озерно — лесной комплекс в истоках р. Холова
54. Озеро Брусничное
55. Озеро Ближнее
56. Озеро Гверстяница и окружающий ландшафт
57. Озеро Дальнее (Сенное)
58. Озовая Гряда
59. Озы у д. Боровно
60. Опеченские горы д. Опечек, д. Баево
61. Открытый карст у д. Трубы
62. Парк бывшей усадьбы д. Старская Гора
63. Парк бывшей усадьбы М Сиверса
64. Парк бывшей усадьбы Мякинина в д. Удовищи
65. Парк д. Велебицы
66. Парк усадебный д. Окулово
67. Пейзажный парк «Хлебалово»
68. Петля реки Полы у д. Любно
69. Плужинская озовая гряда
70. Пришвинские места, окрестности д. Лаптево
71. Пролетарские дубравы
72. р. Щегринка
73. Раменские луга
74. Река Хоренка
75. Родник Ключок
76. Родник у д. Твердово
77. Родник у д. Полищи
78. Родниковый источник у шоссе Старая Русса — Шимск
79. Роща академика Железнова
80. Ручей Вьюн с примыкающим левобережьем реки Круппы
81. Савинские дубравы
82. Святой источник у р. Ветренка
83. Святой ключик у д. Ямская слобода
84. Северная часть озера Пирос
85. Сибирский кедр у д. Щегрино
86. Сиверсов канал
87. Синий камень
88. Система озёр Чёрная Губа, Колтенец, Иногощенское
89. Сосна балканская
90. Сосна румелийская
91. Сосновые боры у д. Антоново, д. Карцево по дороге Марево-Брод
92. Урочище Ключик у д. Щегринка
93. Урочище Кобылья гора
94. Урочище Лихая круча
95. Урочище Петушки
96. Урочище Семи-ручьи
97. Урочище София с карстовым водоёмом
98. Урочище Кава
99. Урочище Лыченка
100. Уступ у д. Заручевье — Высокий остров
101. Холмы «Бальдазары» к западу от п. Кулотино
102. Ясеневая роща д. Марьинское